# Podręcznik szkolny
Podręcznik szkolny – książka przeznaczona dla ucznia, w której zawarty jest materiał nauczania, przedstawiony za pomocą tekstów, ilustracji, schematów.
Autorami podręczników powinni być specjaliści z danej dziedziny nauki. W Polsce podręcznik pisany jest do konkretnego programu nauczania i zatwierdzany przez Ministerstwo Edukacji i Nauki.

## Funkcje
Podstawową funkcją podręcznika jest funkcja uzupełniająca w stosunku do żywego nauczania. Według Wincentego Okonia podręcznik powinien spełniać następujące funkcje:
- informacyjną – pomaganie w poznawaniu świata
- badawczą – pobudzanie do samodzielnego rozwiązywania problemów
- transformacyjną – pokazywanie możliwości przełożenia wiedzy teoretycznej na praktyczne zastosowania
- samokształceniową – zachęcanie uczniów do dalszej nauki

Inny podział to:
- funkcja motywacyjna
- funkcja informacyjna
- funkcja ćwiczeniowa

Wymienione funkcje mają charakter założony. Czy staną się one rzeczywiste zależne jest od takich czynników jak:
- język i struktura podręcznika
- nauczyciel
- sam uczeń

O funkcjonowaniu podręcznika można powiedzieć wtedy, gdy zmienia on w jakiś sposób świadomość korzystającego z niego czytelnika. Uczeń jest w tym wypadku przedmiotem oddziaływania, a jednocześnie podmiotem działania, gdyż tekst w podręczniku może zostać przez niego odebrany zgodnie z intencją autora, wbrew tej intencji, może zostać zrozumiany tylko częściowo lub nie zostać zrozumiany wcale.

## Finansowanie zakupu podręczników szkolnych
W większości krajów europejskich podręczniki na poziomie szkolnictwa obowiązkowego są bezpłatne, a dostęp do nich zapewnia szkoła.
W Polsce do 2014 roku wszystkie podręczniki kupowali rodzice uczniów. Od roku 2015 wprowadzono trzy różne systemu dla poszczególnych etapów edukacyjnych:
- Dla klas 1-3 szkoły podstawowej dostępny jest bezpłatnie podręcznik przygotowany i wydawany przez Ministerstwo Edukacji Narodowej.
- W klasach 4-6 szkoły podstawowej oraz w klasach 1-3 gimnazjum jeden z podręczników przygotowanych i wydanych przez prywatnych wydawców, wybrany przez nauczyciela, kupowany jest przez organ prowadzący szkołę z dotacji zapewnianej przez budżet państwa.
- W szkołach ponadgimnazjalnych podręczniki kupują rodzice uczniów.

System wprowadzany był stopniowo: w roku szkolnym 2015/2016 w klasach 1 i 4 szkół podstawowych oraz w klasie 1 gimnazjów, w roku szkolnym 2016/2017 w klasach 2 i 5 szkoły podstawowej oraz w klasie 2 gimnazjów, w roku szkolnym 2017/2018 w klasach 3 i 6 szkoły podstawowej oraz w klasie 3 gimnazjów.
Po reformie edukacji rozpoczynającej się we wrześniu 2017 roku podręczniki dla klas 1-8 szkoły podstawowej są kupowane z dotacji budżetu państwa, tak jak dotychczas podręczniki dla klas 4-6 i gimnazjum. Podręczniki dla szkół ponadpodstawowych nadal są finansowane przez rodziców.

## Znane polskie podręczniki szkolne
- Elementarz, Marian Falski PZWS
- Odkrywamy świat - podręcznik do geografii – w 2004 otrzymał wyróżnienie w konkursie na najlepszy podręcznik europejski na 49 Międzynarodowych Targach Książki we Frankfurcie nad Menem, autor Marek Więckowski.
- Matematyka 2001 (wyd. WSiP) – podręcznik dla klasy 1 gimnazjum został odznaczony srebrnym medalem w konkursie na najlepszy europejski podręcznik roku 2006. Nagrodę przyznało Europejskie Stowarzyszenie Wydawców Edukacyjnych. Jest to jak dotąd najwyższe europejskie wyróżnienie, jakie kiedykolwiek otrzymał polski podręcznik.
- Matematyka z plusem (wyd. GWO) – seria podręczników do nauczania matematyki w szkole podstawowej, gimnazjum i liceum. W 2010 roku uhonorowana przez redakcję "Magazynu Literackiego KSIĄŻKI" nagrodą im. Kallimacha. Podręczniki z serii zostały dwukrotnie (w 2002 i 2006 roku) wyróżnione nagrodą Prezesa Polskiej Akademii Umiejętności w Krakowie.
- Między nami (wyd. GWO) – seria podręczników do nauczania języka polskiego w szkole podstawowej i gimnazjum. Autorki podręczników – Agnieszka Łuczak i Anna Murdzek – w 2013 roku otrzymały nagrodę im. Filipa Kallimacha za wybitne osiągnięcia w sferze edukacji. Podręcznik do klasy 4 (w wersji dla nauczyciela) w 2012 roku został nagrodzony w konkursie Best European Schoolbook Award w kategorii najlepsza europejska książka edukacyjna.